# Laurin & Klement OK
Laurin & Klement OK byl automobil vyráběný od roku 1914 do roku 1916. Vyvinula ho firma Reichenberger Automobil-Fabrik (RAF) a vyráběl Laurin & Klement, se kterým se RAF v roce 1913 spojila.
Motor byl řadový čtyřválec s rozvorem Knight. Vůz měl výkon 22 kW (30 koní), vrtání měl 80 mm, zdvih 120 mm a objem 2413 cm³. Podvozek byl stejný jako u modelu Laurin & Klement O, náprava byla tuhá na listových perech, rozvor byl 3150 mm. Vůz mohl jet 65 – 70 km/h.
Vyrobilo se 25 kusů.